# Liverpool and Manchester Railway
Le Liverpool and Manchester Railway (L&MR) est une ancienne entreprise ferroviaire britannique célèbre pour avoir exploité pour la première fois au monde une ligne pour passagers, avec des trains tractés par des locomotives à vapeur.

## Histoire
La ligne est ouverte le 15 septembre 1830 et relie les villes de Liverpool et Manchester dans le nord-ouest de l'Angleterre, au Royaume-Uni grâce à la Fusée de George Stephenson. Cette ligne avait été bâtie pour transporter les matériaux bruts et les produits finis plus rapidement entre le port de Liverpool et les usines de Manchester et des villes environnantes. C’est là le point de départ du développement des chemins de fer pour passagers et, par la même occasion, du tourisme de moyenne distance.
En 1845, elle est absorbée par le Grand Junction Railway (GJR), qui sera intégré au London and North Western Railway l'année suivante.